# Pokaljungfer
Die Pokaljungfer oder das Saphirauge (Erythromma lindenii, Syn.: Cercion lindenii) ist eine Libelle aus der Familie der Schlanklibellen (Coenagrionidae). Sie gilt als westmediterranes Faunenelement mit westeuropäisch-holomediterraner Verbreitung.

## Merkmale
Das hellblaue Männchen erreicht eine Flügelspannweite von 35 bis 40 Millimetern. Die oberen Hinterleibsanhänge sind innenseitig mit einem kurzen, spitzen Seitenzahn ausgestattet und sind länger als das 10. Hinterleibssegment. Das 2. Hinterleibssegment trägt einen Längsstreifen, die Segmente 3 bis 6 einen lanzettförmigen, schwarzen Flecken, welcher nicht den vorderen Segmentrand erreicht. Die Segmente 7 und 8 sind oberseitig meist durchgehend schwarz, die Segmente 9 und 10 überwiegend blau. Der Kopf zeichnet sich durch drei schmale blaue Streifen aus, die Augen sind auffallend blau. Die Brust weist einen sehr breiten Antehumeralstreifen auf.
Das Weibchen hat eine hellgrüne Färbung am Hinterleibsende, Hinterleibsanfang und an Kopf und Brust, die Seiten der Segmente 4–6 sind hellblau gefärbt.
Bei beiden Geschlechtern ist der Hinterrand der Vorderbrust zweifach schwach eingebuchtet, dazwischen sitzt ein abgerundeter Mittellappen.

## Lebensraum und Verbreitung
Die Pokaljungfer bevorzugt klare, vegetationsarme Gewässer mit keiner oder geringer Fließgeschwindigkeit. Die Art benötigt zumindest am Gewässerrand eine leichte Wasservegetation und eine Schwimmblattzone.
Als Sekundärhabitate werden Baggerseen u. ä. gerne angenommen. Eine Zunahme aufgrund von Ausbreitung in Verbindung mit der Klimaerwärmung ist für eine Reihe von Libellenarten zu verzeichnen, u. a. auch für die Pokaljungfer. So ist sie heute stellenweise eine der häufigsten Kleinlibellen. Die westmediterrane Art breitet sich langsam nord- und ostwärts in Europa aus.

## Verhalten
Sowohl die Imago als auch die Larve leben räuberisch. Die Libellen fangen im Flug kleinere Insekten, teilweise sammeln sie diese auch von Blüten ab. Die Larve erbeutet kleine Wassertiere.

## Fortpflanzung

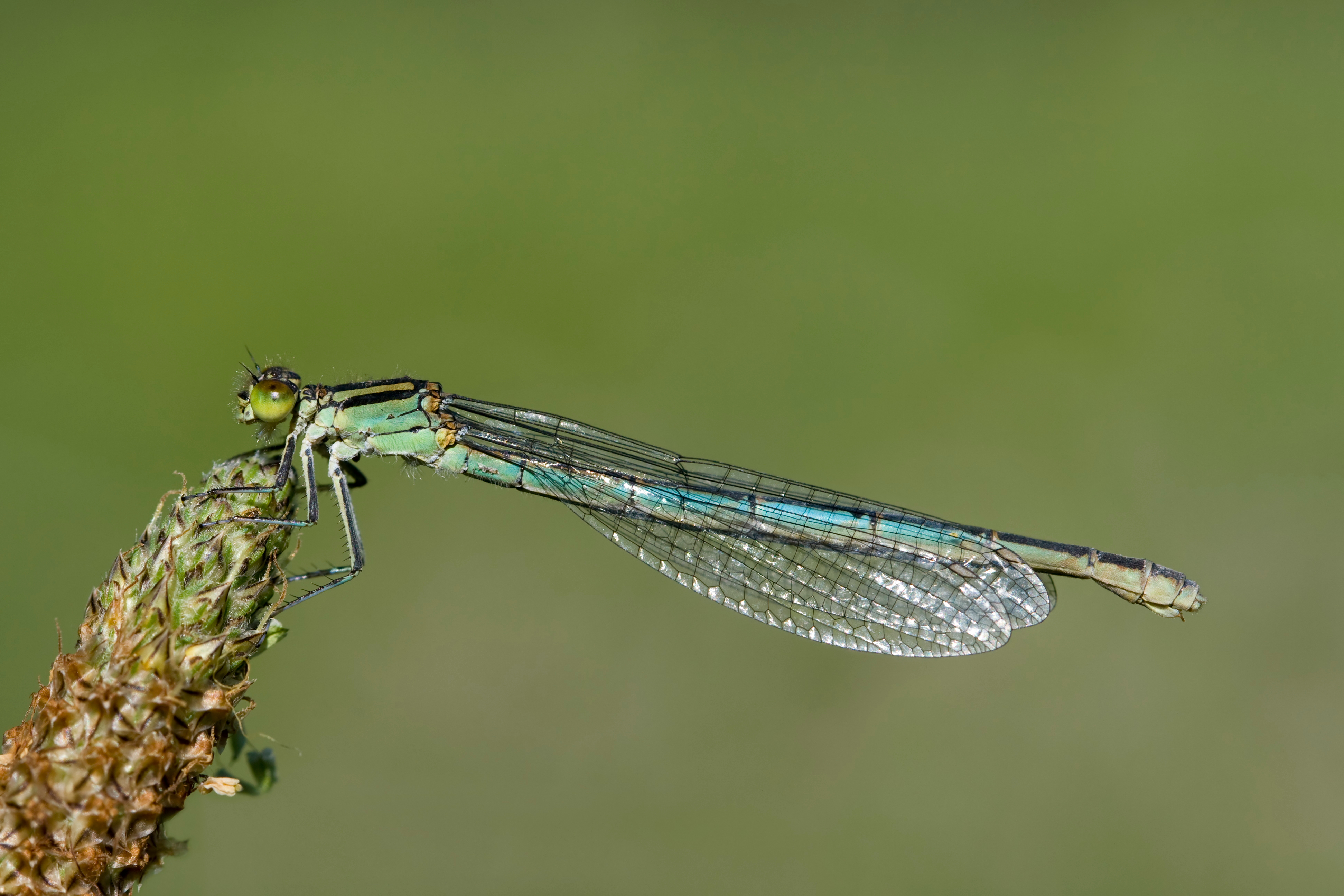
Erythromma lindenii, Weibchen; dieses ist in der Regel durch seine Färbung hellgrün-hellblau-hellgrün gut von anderen Kleinlibellenweibchen zu unterscheiden.

Die Flugzeit der Art beginnt Juni/Juli und endet Anfang September.
Die Eiablage erfolgt an Wasserpflanzen oder Pflanzenteilen dicht unter der Wasseroberfläche. Dabei hat das Männchen das Weibchen nach dem Paarungsrad noch hinter dem Kopf gefasst. Das Weibchen kann bei der Eiablage ganz abtauchen, wobei das Männchen dann auffliegt und das Auftauchen erwartet.
Die Larve hat stumpf abgerundete Kiemenblättchen und weist am 1. Abdominalsternit eine Querreihe steifer Borsten auf.

## Systematik
Die Art wurde früher zu den Azurjungfern (Coenagrion) gezählt, jedoch haben molekulargenetische Untersuchungen gezeigt, dass die Art den Granataugen (Erythromma) zuzuordnen ist. Die Art wird in der Literatur häufig noch als Cercion lindenii geführt. Des Weiteren ist derzeit noch offen, ob geografisch isolierte östliche Vorkommen eine eigene Unterart  Erythromma lindenii lacustre bilden.